# 青岛植物园
青岛植物园位于中国山东省青岛市市区内的太平山南麓，西邻中山公园、动物园，北连榉林公园，东接革命烈士纪念馆、湛山寺，南望八大关。青岛植物园始建于1976年，占地面积1500亩，1994年6月青岛植物园正式对外开放，是以林木花卉等观赏植物为主的集科研科普、花木培育及观赏游览于一体的综合性旅游景观。
青岛植物园是中华人民共和国国家AA级旅游景区。 2001年5月被青岛市旅游局批准为旅游定点单位。2002年被青岛市科协命名为“青岛市科普教育基地”。 

## 园内植物
青岛植物园是以林木花卉等观赏植物为主的综合性旅游景点。园中荟萃了有较高观赏价值的各类花木共1000多个品种，草本植物400余种，木本植物600余种，是我国优良植物品种保护、培育、推广的重要基地。 主要品种有红楠、水杉、樱花、石岩杜鹃、耐冬。这里还是市区内耐冬最大的种植保护基地。

## 园内景观

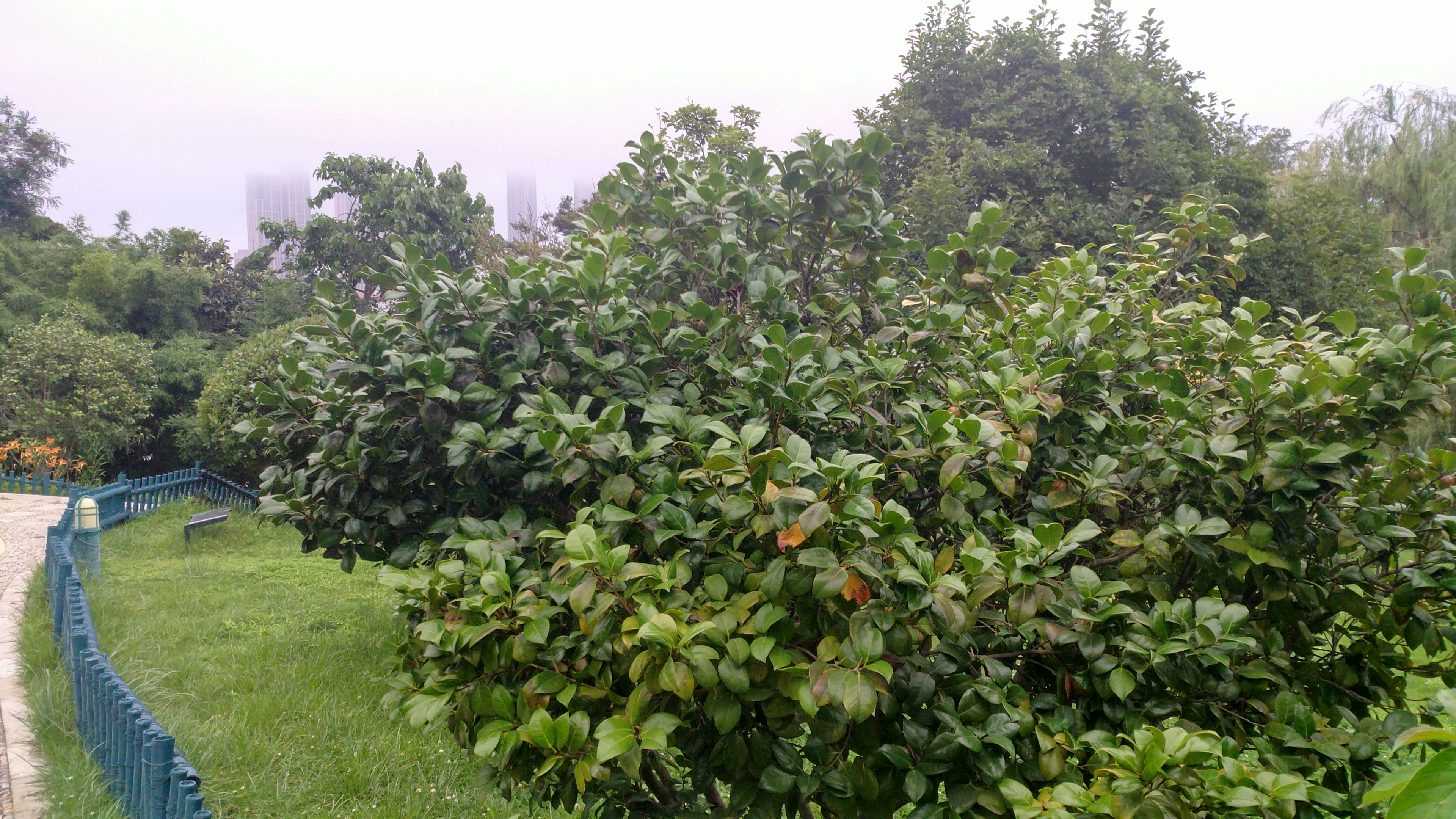
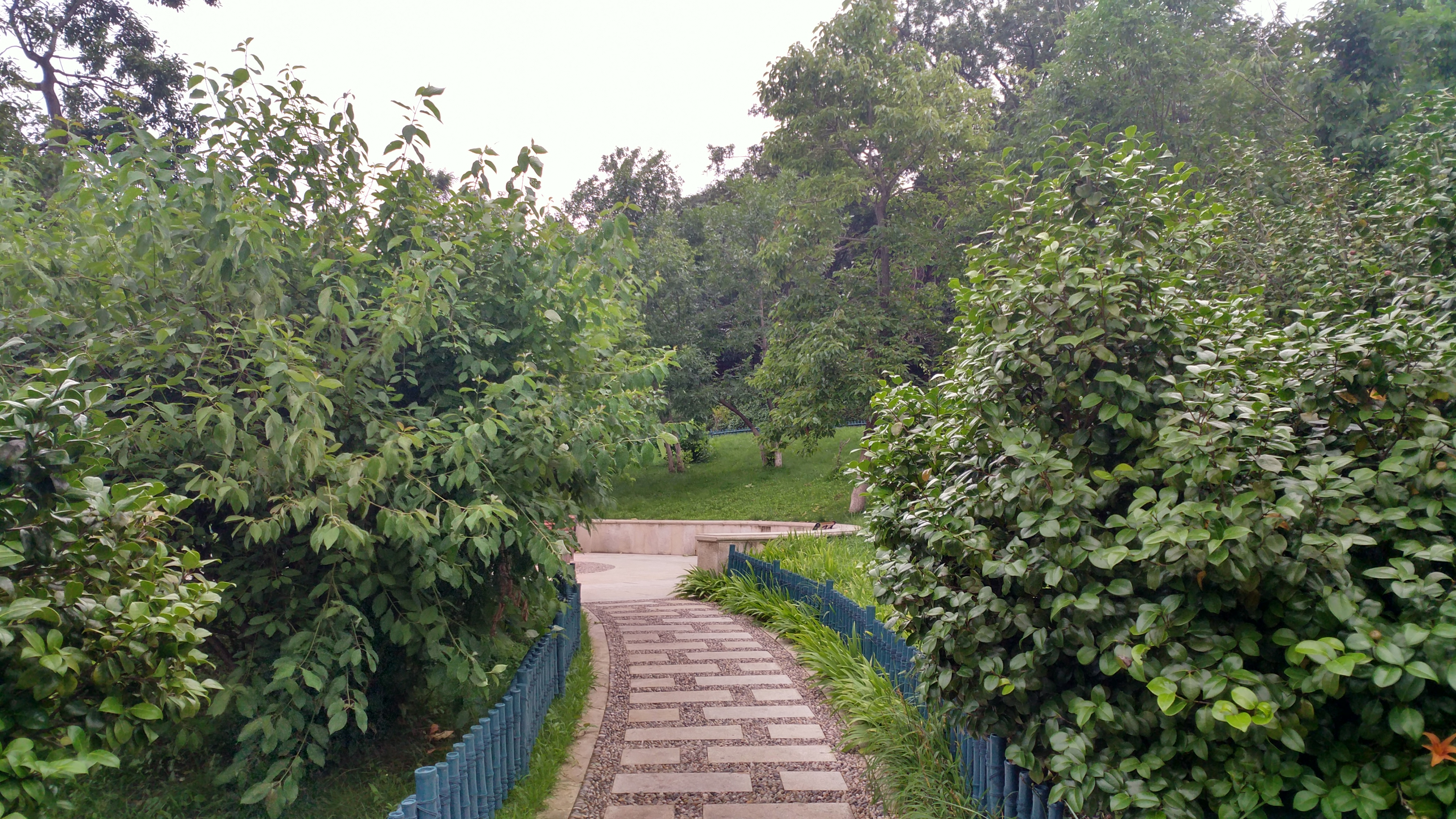
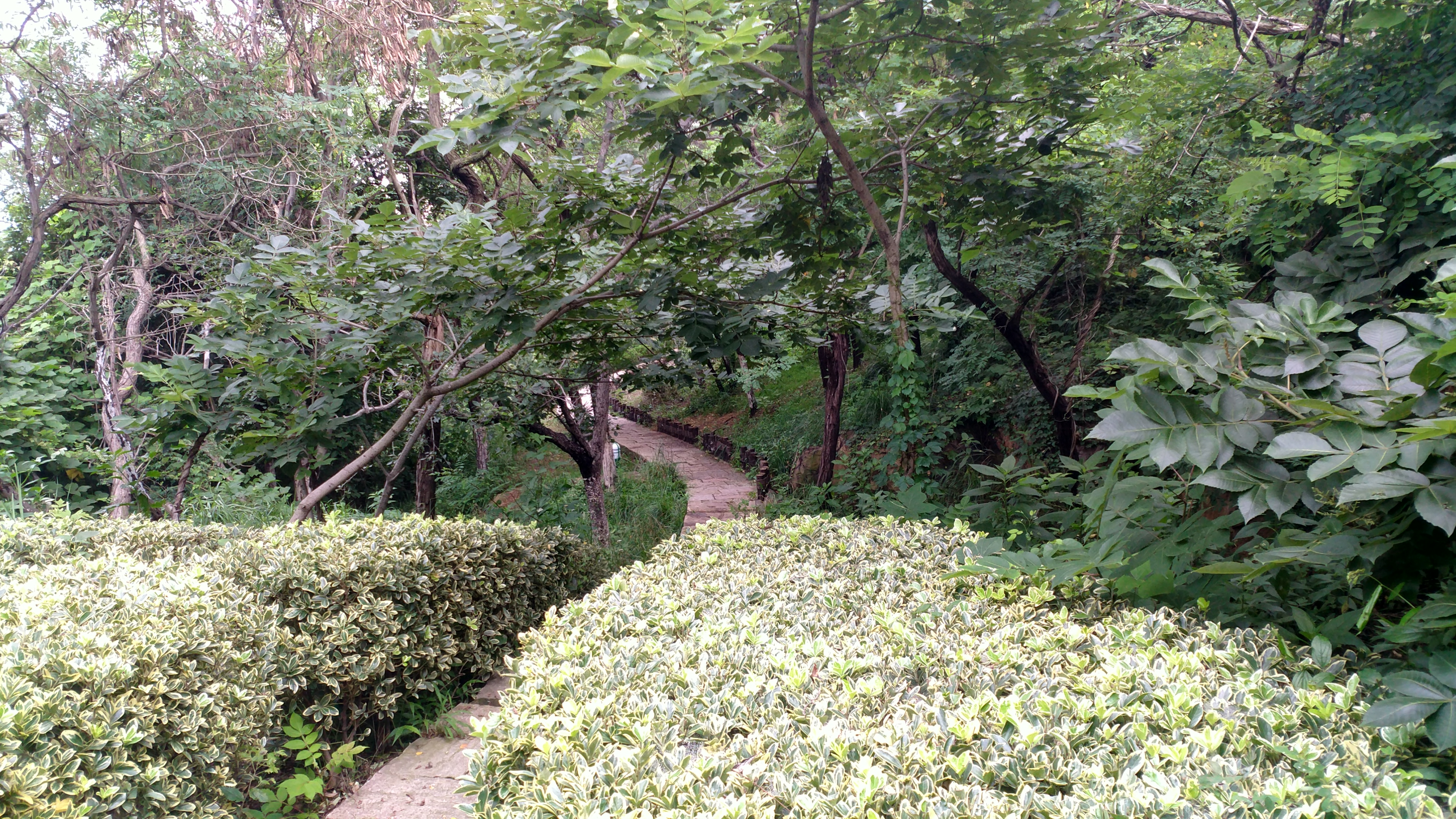
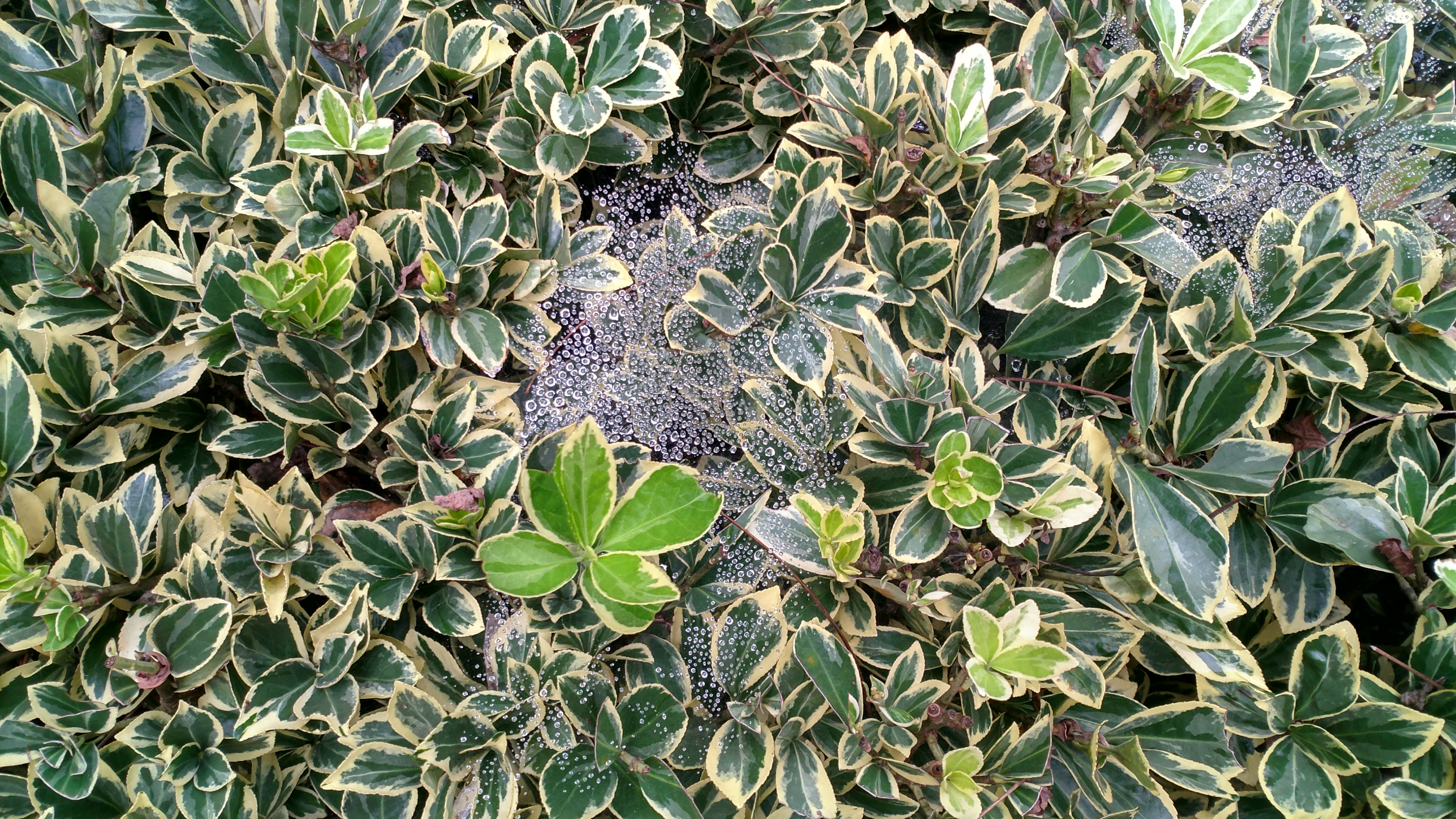
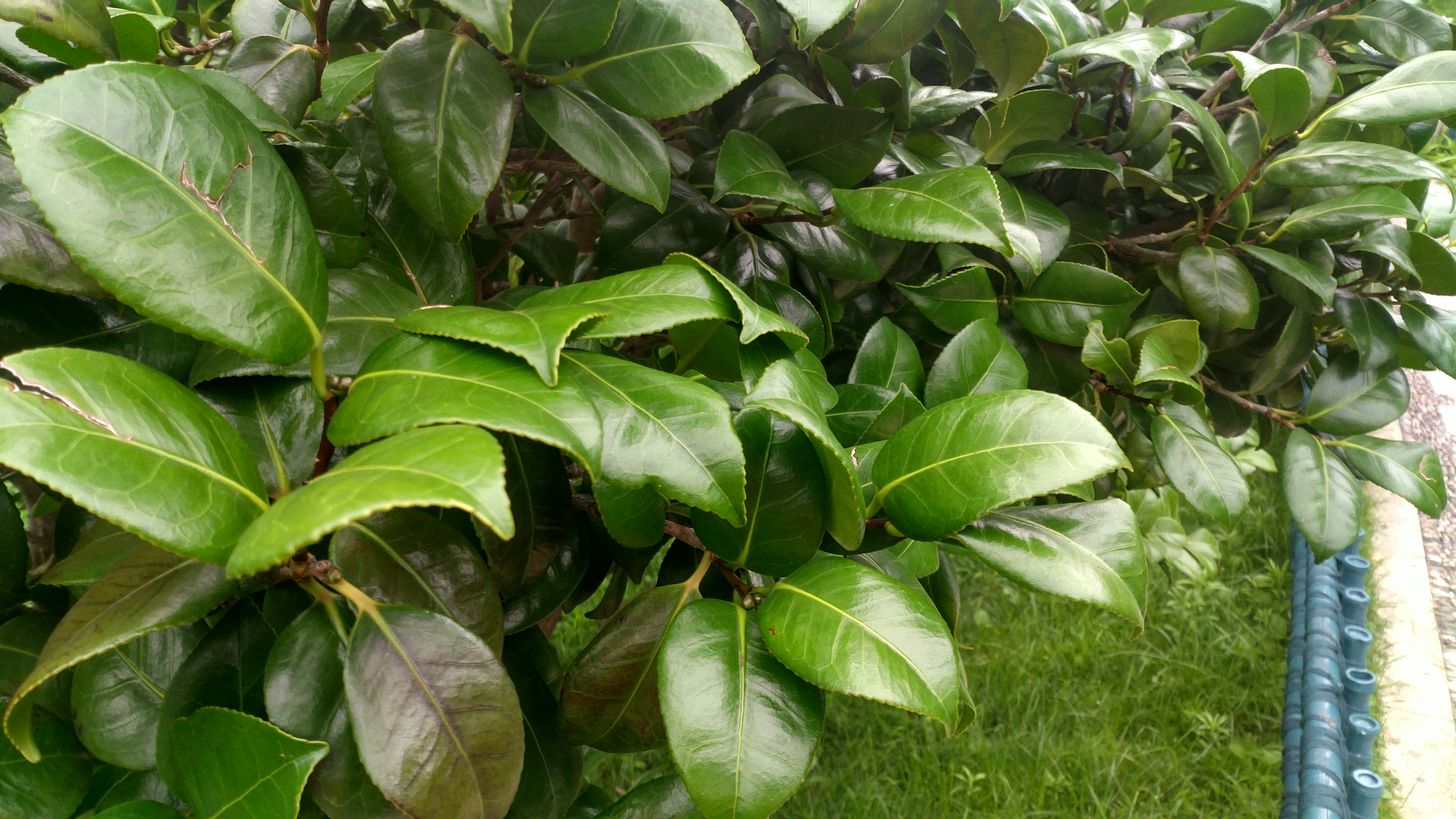